# Hanuman

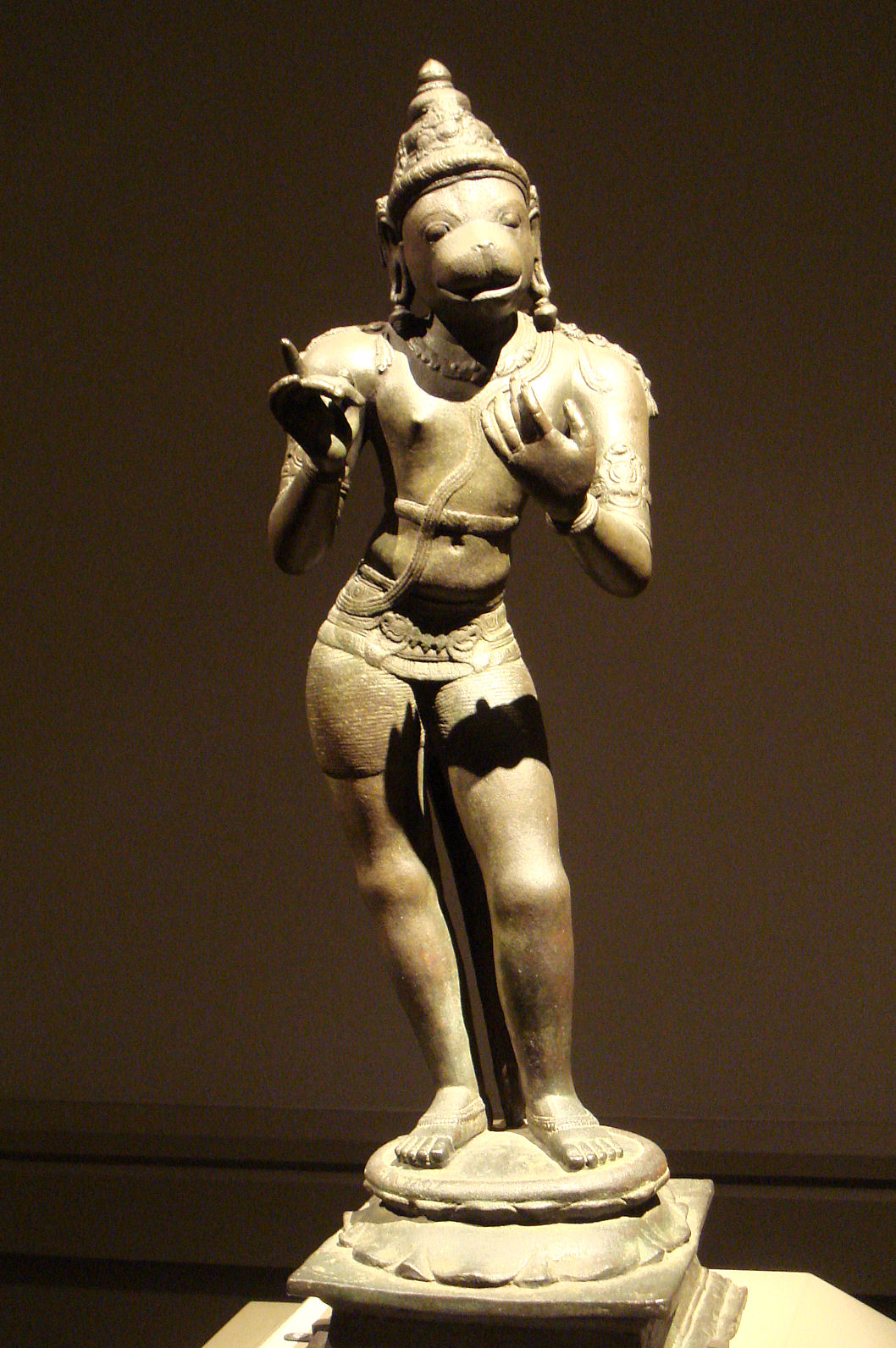
Estatueta de Hanuman, século XI.

Hanuman é um deus-macaco do hinduísmo. O Ramayana informa que na verdade Hanuman era uma encarnação do poderoso deus Shiva, que havia se manifestado na Terra durante o período de Rama, uma das encarnações de Vishnu, para auxiliá-lo em suas tarefas.
Hanumam se manifestou como um vanara (símio humanoide) e ministro do rei dos vanaras, tendo sido um dos grandes heróis da epopeia descrita no Ramayana. Foi ele o responsável pela descoberta do cativeiro de Sita em Lanka, pelo incêndio da cidade e pela aniquilação de diversos importantes raxasas da tribo de Ravana.
O Ramayana não é o único texto da literatura védica que menciona Hanuman. Há também o "Hanuman Chalisa", “Maruthi Strotam” e o "Mahabharata".
De acordo com esses textos, Hanuman é o filho do deus do vento (Vayú), e um avatar (encarnação) de Shiva, cuja tarefa é auxiliar o rei Ramachandra a derrotar o demônio Ravana. Hanuman também é chamado de Anjaneya, em alusão à Vanari Anjana, que é sua mãe. Assim, ele teria o controle do éter e inspira a comunicação e a disseminação do conhecimento espiritual entre os seres humanos.
Quando o Rei macaco Sugriva é expulso do reino de Kishkind pelo seu irmão Vali, Hanuman ajuda Sugriva a se esconder e eventualmente derrotar Vali, com a ajuda de Rama e Lakshmana.
Em troca da ajuda dos dois príncipes Sugriva deveria ajudá-los a resgatar Sita Devi, então prisioneira de Ravana. Porém Sugriva esquece-se de sua promessa, mas Hanuman ajuda Lakshmana a convencê-lo a lutar ao lado de Rama.
Na guerra, Hanuman exibe poderes (sidhis), podendo voar e mudar de tamanho. No decorrer da batalha, Rama e Lakshmana são aprisionados por Ahiravana, um tio de Ravana. Para resgatá-los Hanuman enfrenta o Raxasa, o qual só pode ser derrotado se cinco fogueiras forem apagadas simultaneamente. Para conseguir isto, Hanuman assume uma forma de cinco cabeças:
- Hanuman, a sua cabeça de macaco normal.
- Garuda, a cabeça de águia. Alusão à montaria de Vishnu.
- Varaha, a cabeça de javali. Representa a terceira encarnação de Vishnu.
- Narasimha, a cabeça de leão. Representa a quarta encarnação de Vishnu.
- Hayagriva, a cabeça de cavalo. Representa outro avatar.

Outro momento importante da história é quando Lakshmana é ferido em combate. Para salvá-lo, Hanuman carrega a montanha "Dronagiri" até o campo de batalha, para que os macacos retirem dela as ervas necessárias para salvar Lakshmana.
Mesmo depois que Rama morre, Hanuman permanece na terra como um imortal. No "Mahabharata" ele aparece para testar a humildade de Bhima (irmão do meio de Yuddhishtira e Arjuna), e eventualmente Krishna obriga Hanuman a servir Arjuna na guerra. Ele teria estado na parte de cima da carruagem de Arjuna a fim de protegê-lo.
Por isso Hanuman seria uma das duas pessoas que teriam ouvido o "Bhagavad-Gita" além de Arjuna (a outra é Sanjaya). Para os Hindús, Rama e Krishna são o Deus Vishnu encarnado em diferentes épocas, por isso Hanuman representa o devoto (Bhakta) ideal. Simboliza também Tapas, (sacrifício), e Brahmacharya, (castidade).
Na comunidade hindu ele é cultuado como encarnação de Shiva, e reverenciado por sua devoção a Rama. Na astrologia Hindú é dito que a meditação sobre o nome ou a figura de Hanuman afasta os malefícios trazidos por Shani (Saturno).

## Galeria

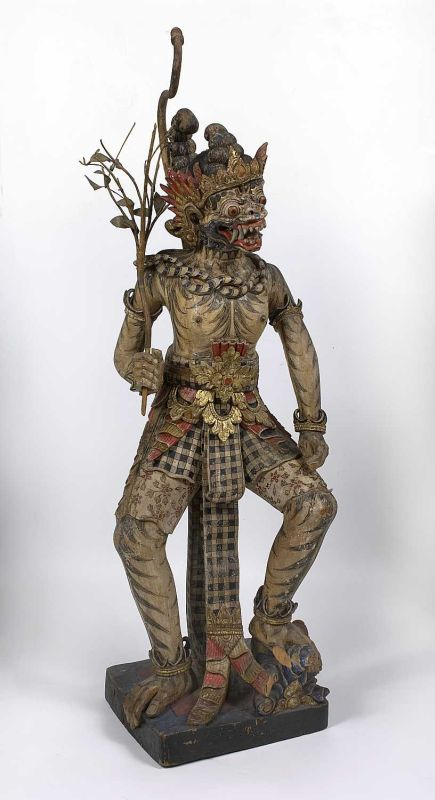
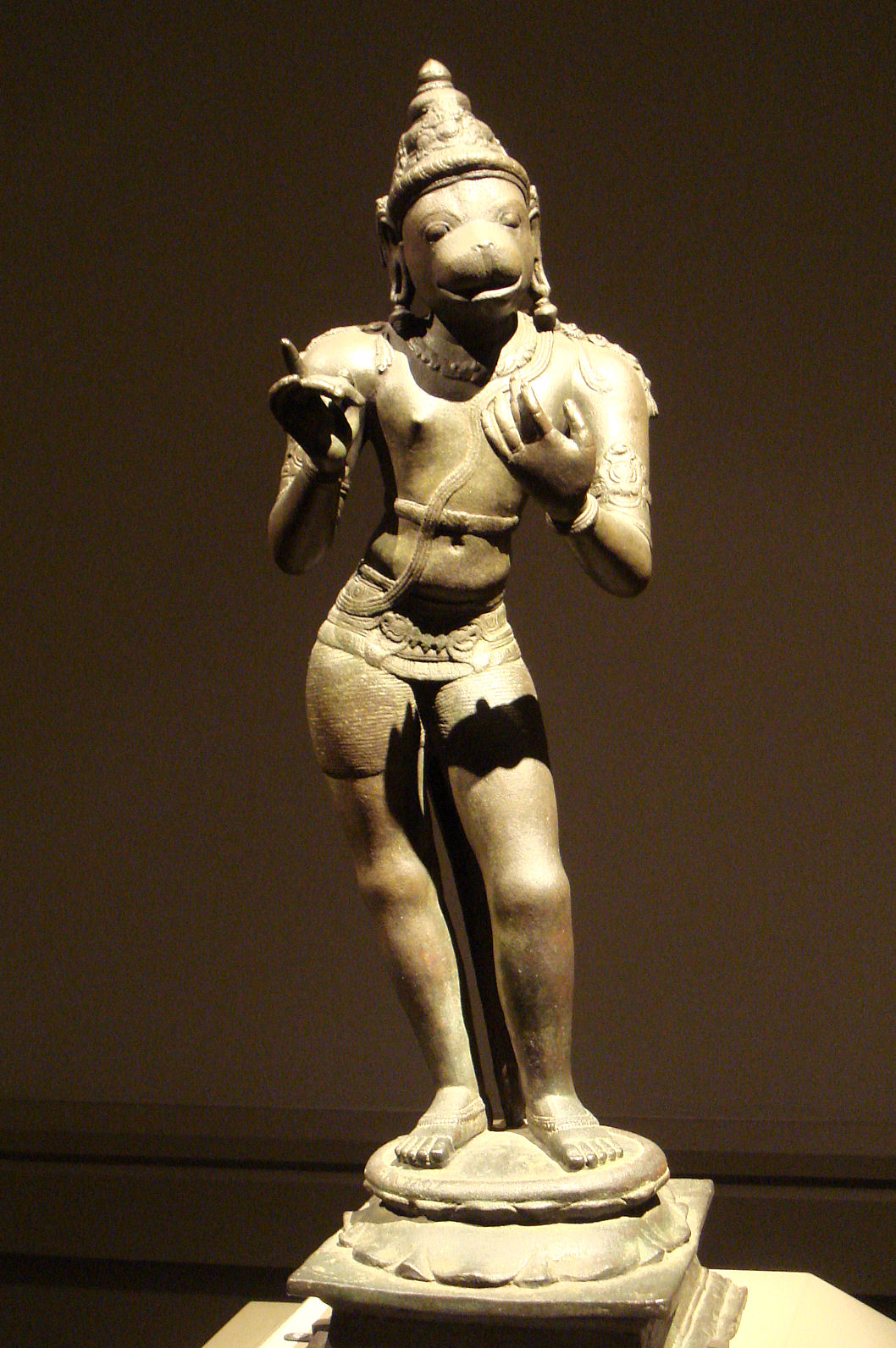
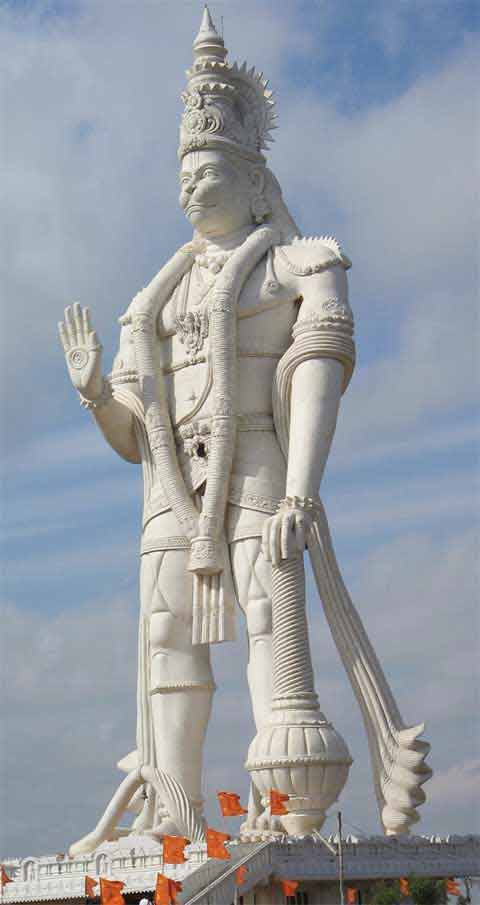
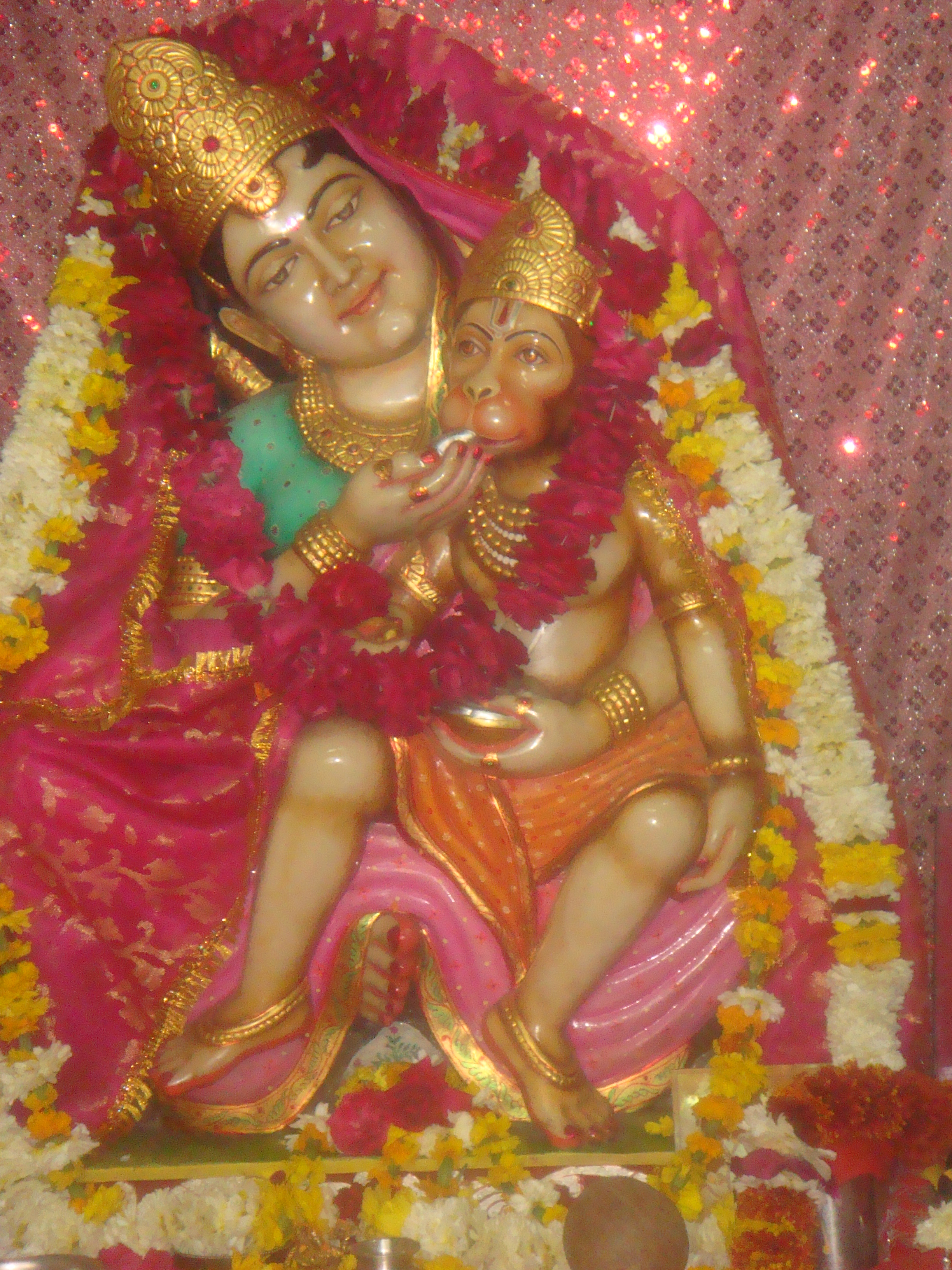
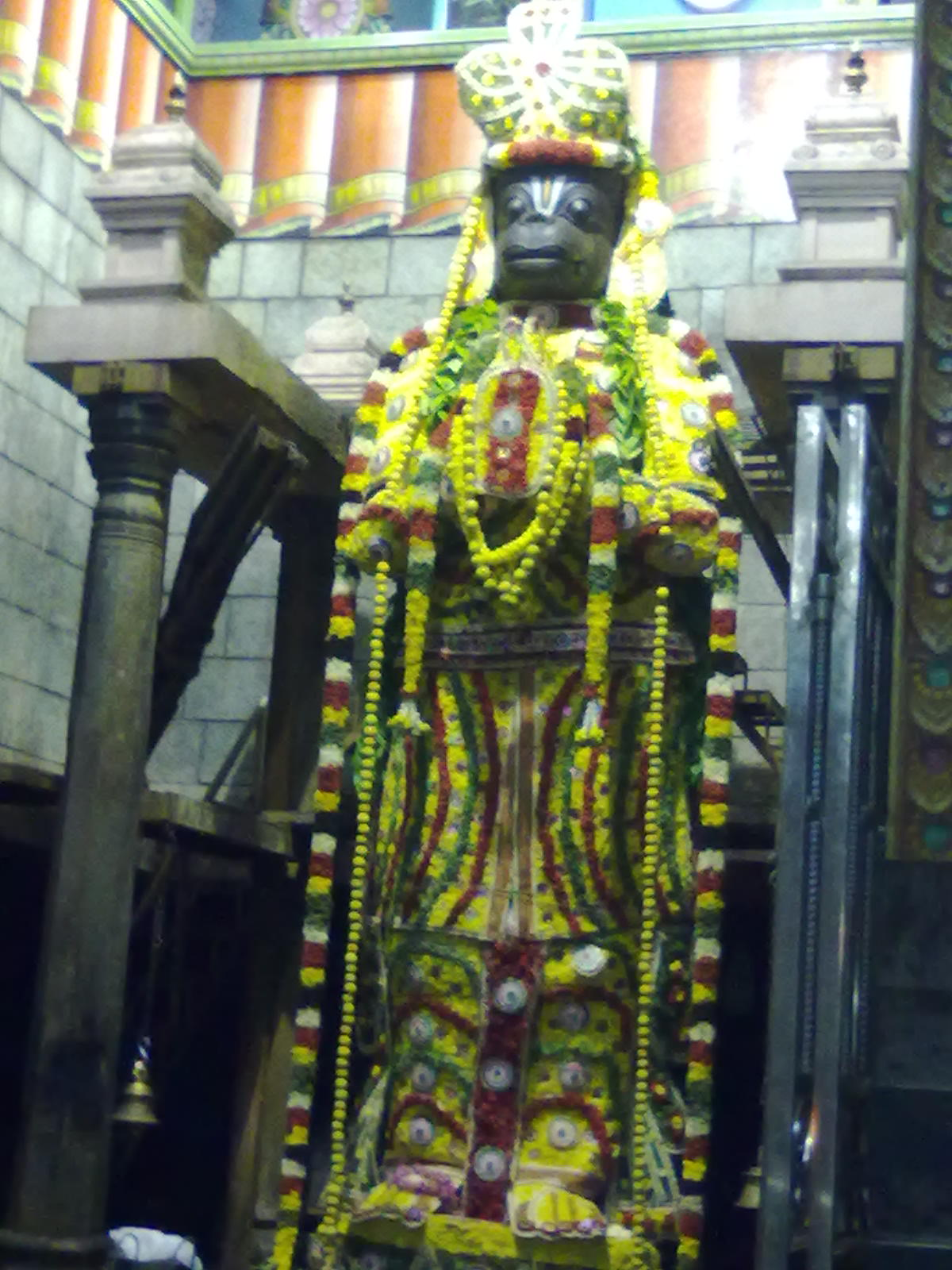
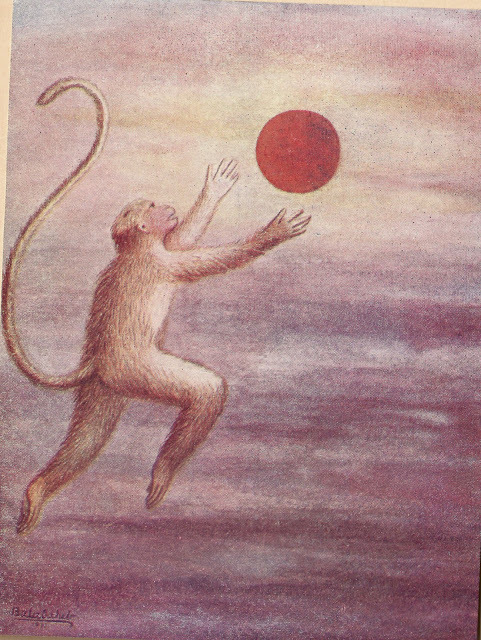
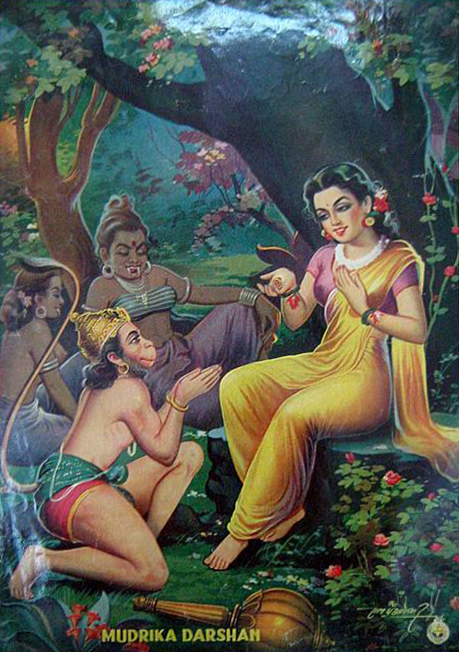
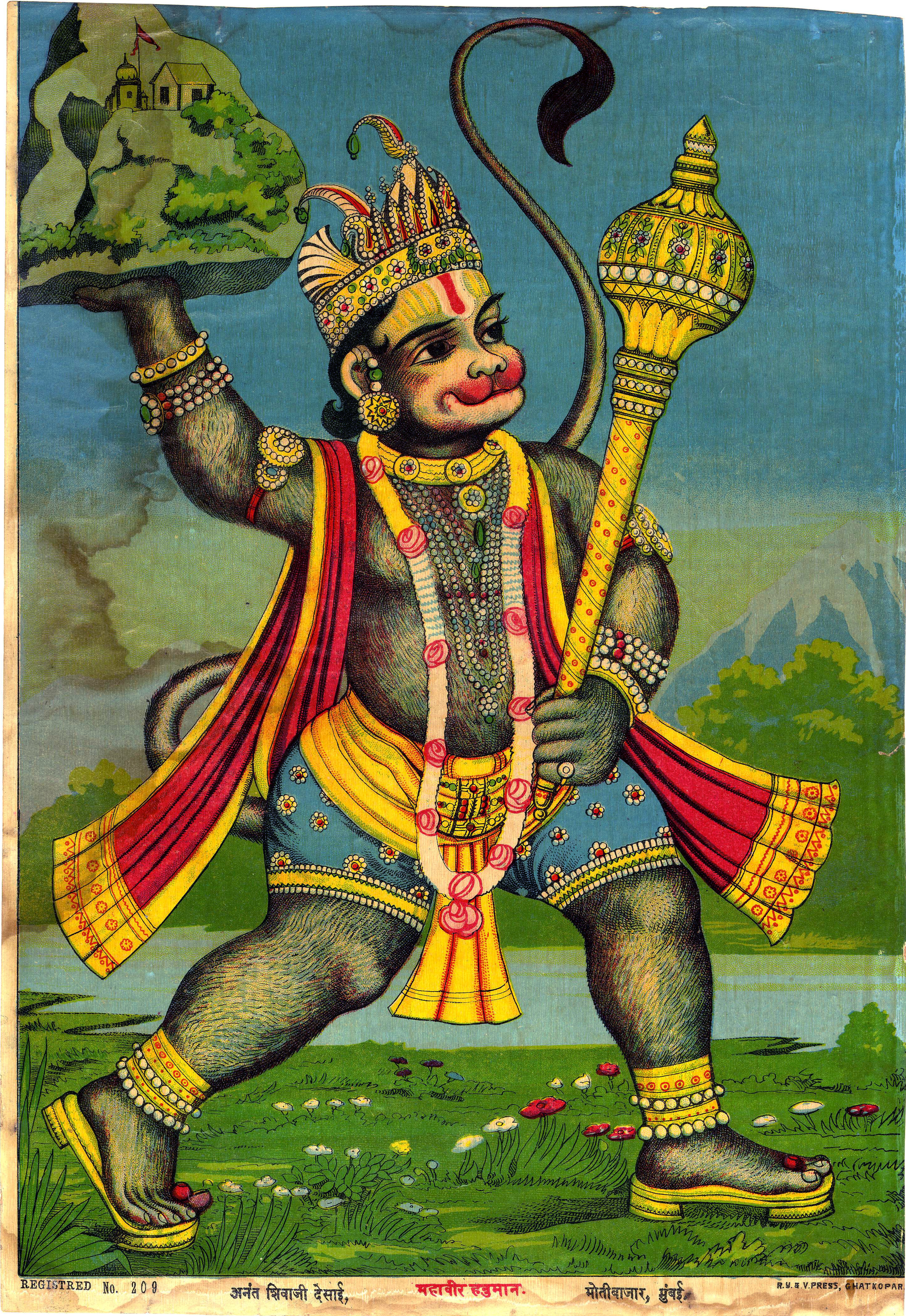
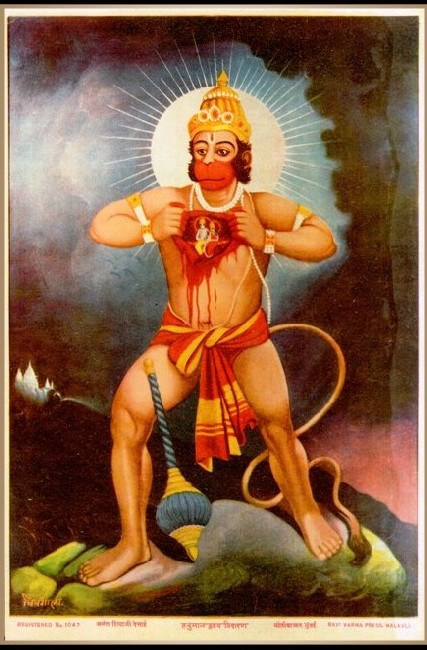
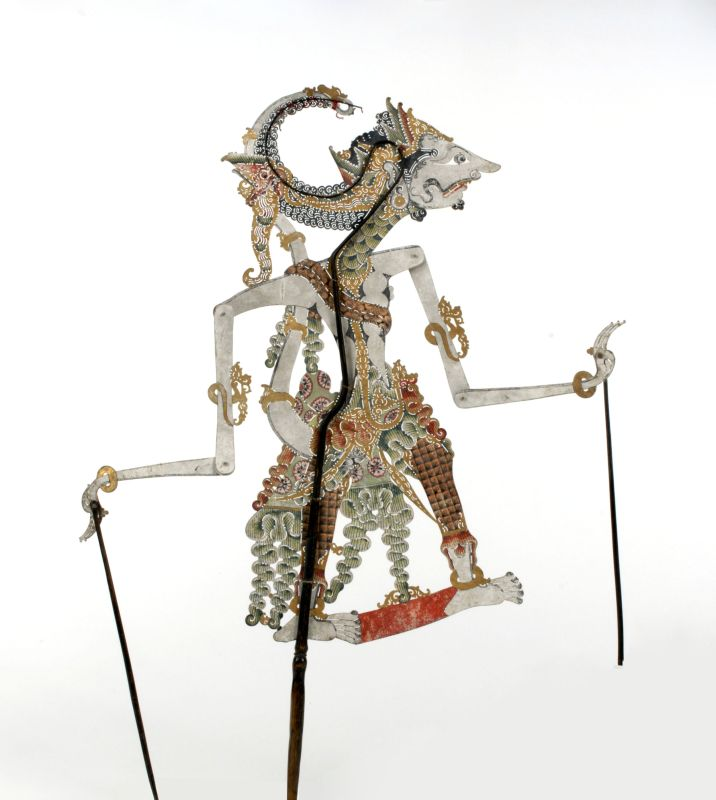